# Afonso Domingues

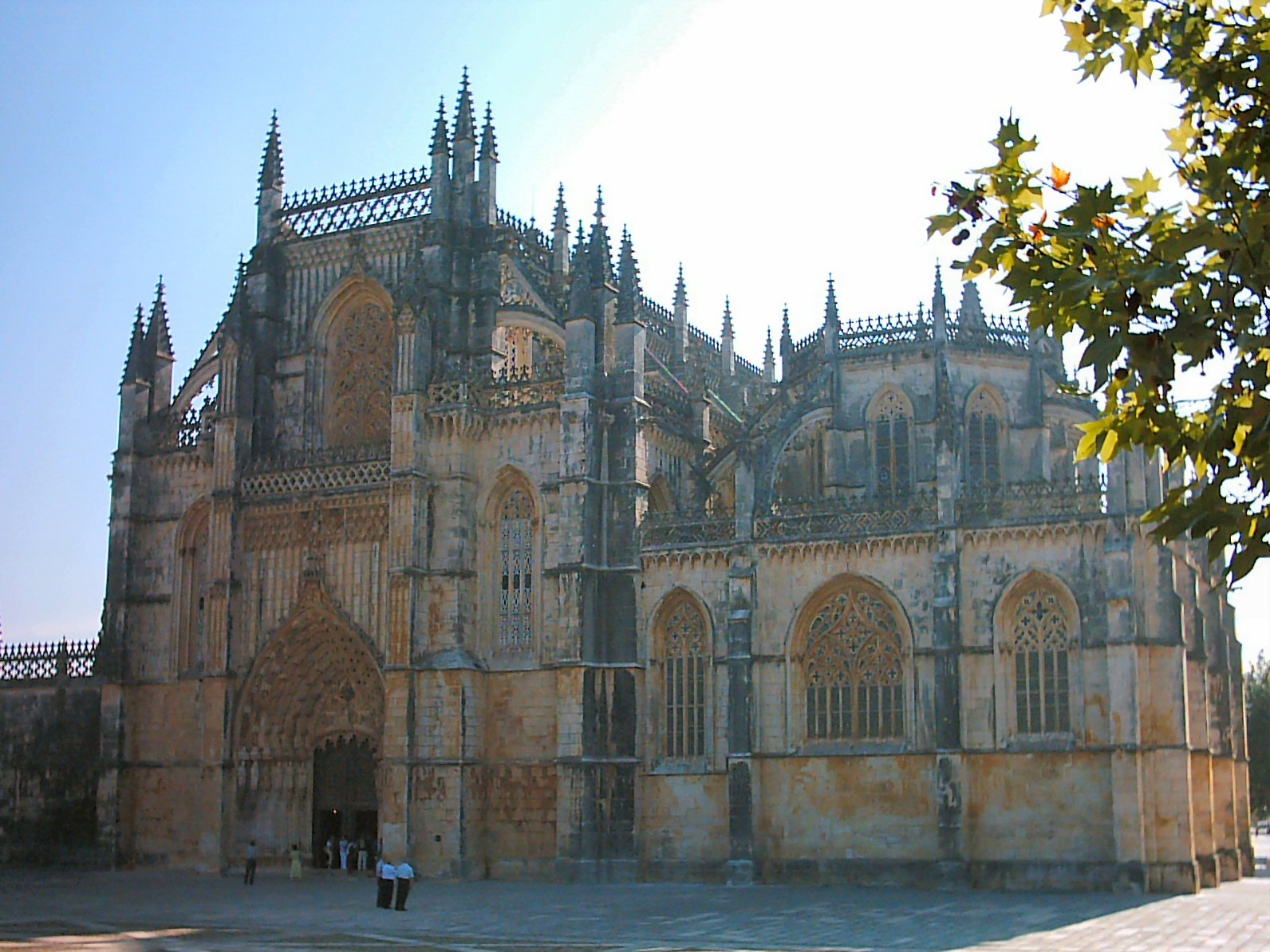
Mosteiro da Batalha

Afonso Domingues (* 14. Jahrhundert in Lissabon; † 1402) war ein portugiesischer Baumeister der Gotik.

## Leben
Von 1388 bis zu seiner Erblindung 1401 und seinem Tod 1402 leitete er die Bauarbeiten am Kloster von Batalha. Auf seinen Entwurf gehen der Grundriss der Kirche, die Sakristei und Teile des Königlichen Kreuzgangs (Claustro Real) zurück. Domingues diente dem Dichter Alexandre Herculano als literarische Vorlage für die Erzählung A Abóbada in seinen Lendas e Narrativas.